# Крупки
Кру́пки (бел. Крупкі) — город в Минской области Республики Беларусь. Административный центр Крупского района. 
Численность населения — 8 393 человек (на 1 января 2025 года).

## География

### Расположение
Находится в 110 км от Минска на автодороге Минск — Москва и железнодорожной линии «Минск — Орша» (остановочный пункт «Новая жизнь» и в 6 км станция Крупки).

### Водная система
Через город протекает река Бобр (приток Березины) и её приток речка Стражница. В 23 км к югу течёт река Брусята.

## Геральдика
Герб утверждён решением Крупского районного исполнительного комитета от 30 декабря 1998 года № 12/9, изменения внесены решением райисполкома от 27 мая 1999 года № 89/7. Зарегистрирован в Гербовом матрикуле Республики Беларусь 22 июня 1999 года № 35. 
Описание: На лазуревом щите герба изображен волнистый серебряный пояс, сопровождаемый в главе серебряным колесом водяной мельницы, в оконечности серебряной травой "крупка" с золотыми цветами. Данные элементы указывают на название города. С одной стороны это трава "крупка", с другой — символ водяной мельницы-крупорушки, стоящей на реке.
Флаг утверждён решением Крупского районного исполнительного комитета от 28 октября 2008 года № 935. Учреждён Указом Президента Республики Беларусь от 1 декабря 2011 года № 564 и зарегистрирован в Государственном геральдическом регистре Республики Беларусь 5 декабря 2011 года № Б-208.

## Этимология
Название города Крупки по наиболее распространенным версиям происходит от белорусского крупка "незамерзающий короткий приток реки" либо от названия растения крупка (draba).
Согласно еще одной версии своим названием Крупки обязаны мельнице, которая стояла на реке Бобр и молола много круп, и ее продукция была известна далеко за пределами местечка. 
По мнению Топорова В.Н., названия с корнем krup-, в том числе Крупки, могут быть связаны с латыш. krupis, лит. (сев.-жемайт.) krupis, прусс. *crupeyle "жаба" (этот же корень есть и в ряде других слав. и балт. слов).
Также существует народное предание о жадном батюшке, на подворье которого наемные работники молотили зерно. На этом месте якобы позже и возникло поселение Крупки. 

## История
Упоминается в инвентаре 1653 года как местечко Сангушков или Крупка, центр одноимённого имения в Оршанском повете Великого Княжества Литовского.
С 1793 года Крупки в Российской империи, в Бобрской волости Сенненского уезда Могилевской губернии. Принадлежали помещикам Свяцким. В 1880 году в местечке насчитывалось 1038 душ мужского и 1039 женского пола; в том числе православных 62 и 41 соответственно, католиков 10 и 13, евреев 966 и 985. Домов деревянных 151, одна православная церковь деревянная и 3 еврейские молитвенные школы. Почтовое отделение. 
"Есть еще незначительное местечко Крупка при р. Крупке, впадающей в Бобр, с большою мельницею, крупчаткой, на которой выделывают в год более тридцати тысяч пудов круп на сумму свыше 30 т. р. Ее развозят отсюда в отдаленные даже города."
С 1919 года Крупки в Витебской губернии, с 1923 года в Оршанском уезде. С 1924 центр Крупского района. В 1933 году основаны деревообрабатывающая артель, льнозавод, ветеринарный техникум. С 1938 в Минской области, с 01.07.1941 по 28.06.1944 оккупированы немецкими фашистами, было уничтожено 1,8 тыс. человек.
27 сентября 1938 года Крупки получили статус посёлка городского типа. В мае 1991 года городской посёлок Крупки получил статус города, а в 1999 году был утвержден официальный герб города.
20 октября 1995 года административные единицы Крупский район и город Крупки, имеющие общий административный центр, объединены в одну административную единицу — Крупский район.

## Население
Численность населения — 8 393 человек (на 1 января 2025 года).
| Численность населения: |
| График не отображается по техническим причинам. Чтобы исправить это, воспроизведите график в новом формате, если это возможно. |

| 1939 | 1959   | 1970   | 1979   | 1989   | 2006   | 2018   | 2023   | 2024 | 2025   |
| ---- | ------ | ------ | ------ | ------ | ------ | ------ | ------ | ---- | ------ |
| 3455 | ▲ 4749 | ▲ 5940 | ▲ 8123 | ▲ 8726 | ▼ 8643 | ▲ 8650 | ▼8 487 |      | ▼8 393 |

В 1939 году в Крупках проживало 3455 человек, из которых 2032 были белорусами (58,8 %), 870 евреями (25,2 %), 253 русскими (7,3 %), 96 украинцами (2,8 %), 91 поляками (2,6 %), 113 человек — представителями других национальностей.
Жители города Крупки - крупчане (жен. - крупчанка, муж. - крупчанин)

## Экономика
Промышленный комплекс города формируют:
- ООО «Амкодор-Можа», выпускают: зерноочистительно-сушильные комплексы, теплогенераторы и воздухонагреватели на разных видах топлива, стоговозы, дорожные катки и т.д.
- ОАО «Крупский льнозавод»
- Филиал ОАО «Здравушка-милк»
- ГЛХУ «Крупский лесхоз»
- Филиал КУП «Минскоблдорстрой»-«ДРСУ № 164»

## Культура
- Дом культуры

- Государственное учреждение «Крупский районный историко-краеведческий музей»[34]
  - Филиал — Художественная галерея имени Б. В. Аракчеева[35]
- Кинотеатр «Октябрь». Построен в послевоенный период. В августе 2016 года была произведена замена кинооборудования. В зале 81 место.

## События и мероприятия
Ежегодно в сентябре в Крупском районе проходят крупнейшие внедорожные соревнования в Беларуси — Трофи-рейд «Liqua».
В августе на мысе Шип (оз. Селява) ежегодно проходит международный туристический слёт.
С 2009 года в Крупках в преддверии Дня космонавтики (12 апреля) проводится республиканский легкоатлетический пробег на призы дважды Героя Советского Союза, лётчика-космонавта В. В. Ковалёнка (родился в Крупском районе).

## Достопримечательность
- Братская могила (1942)
- Братская могила (1941—1944)[36]
- Усадьба Святских
- Городской парк
- Свято-Николаевская церковь (1998)
- Костёл Святого Юзефа (нач. XXI века)

### Памятник, скульптура
- Памятник В. И. Ленину
- Памятник А. Ф. Колесовой (1967)
- Памятник-вертолёт Ми-2
- Мемориал крупчанам, погибшим при защите Родины в Великой Отечественной войне
- Памятный знак пограничникам Крупщины
- Бюст В. Н. Марцинкевича
- Памятник космонавту В. В. Ковалёнку

## Галерея

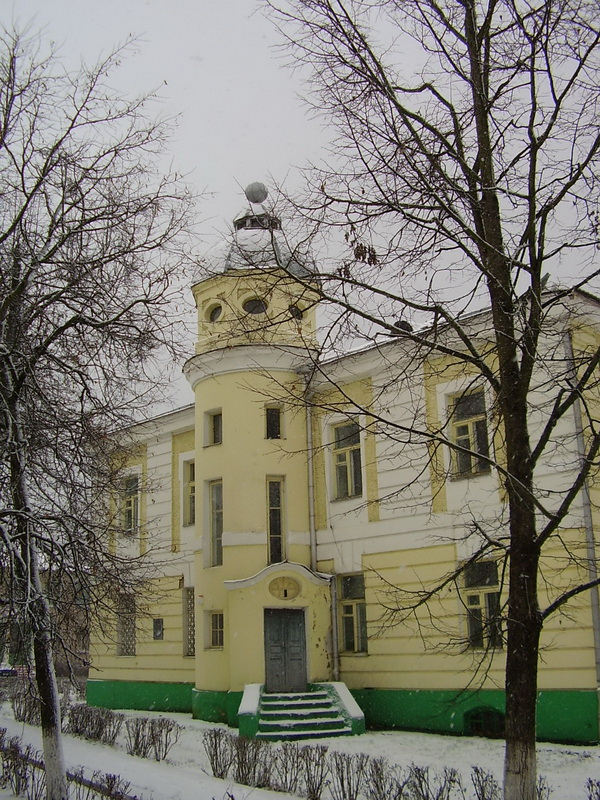
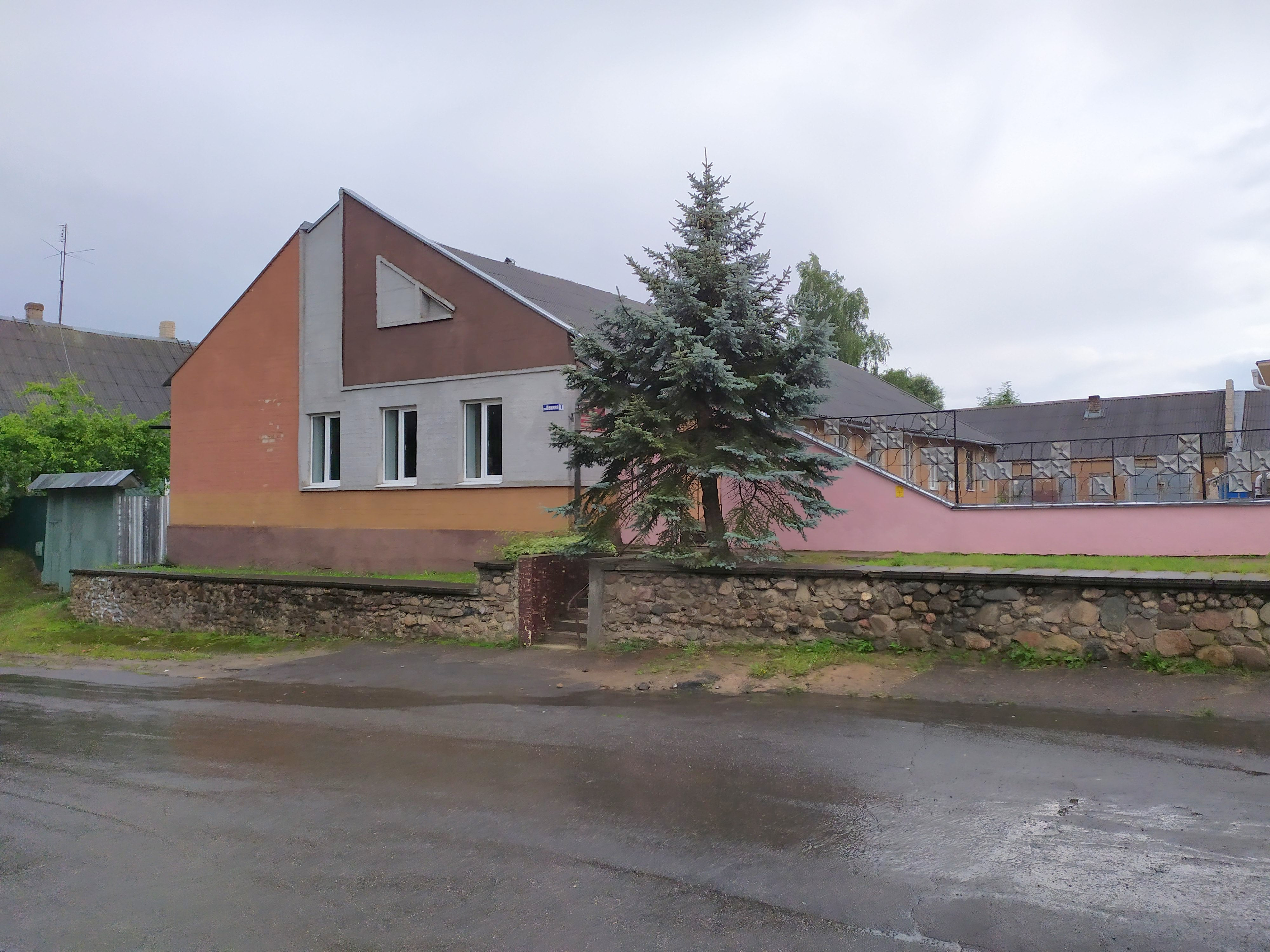
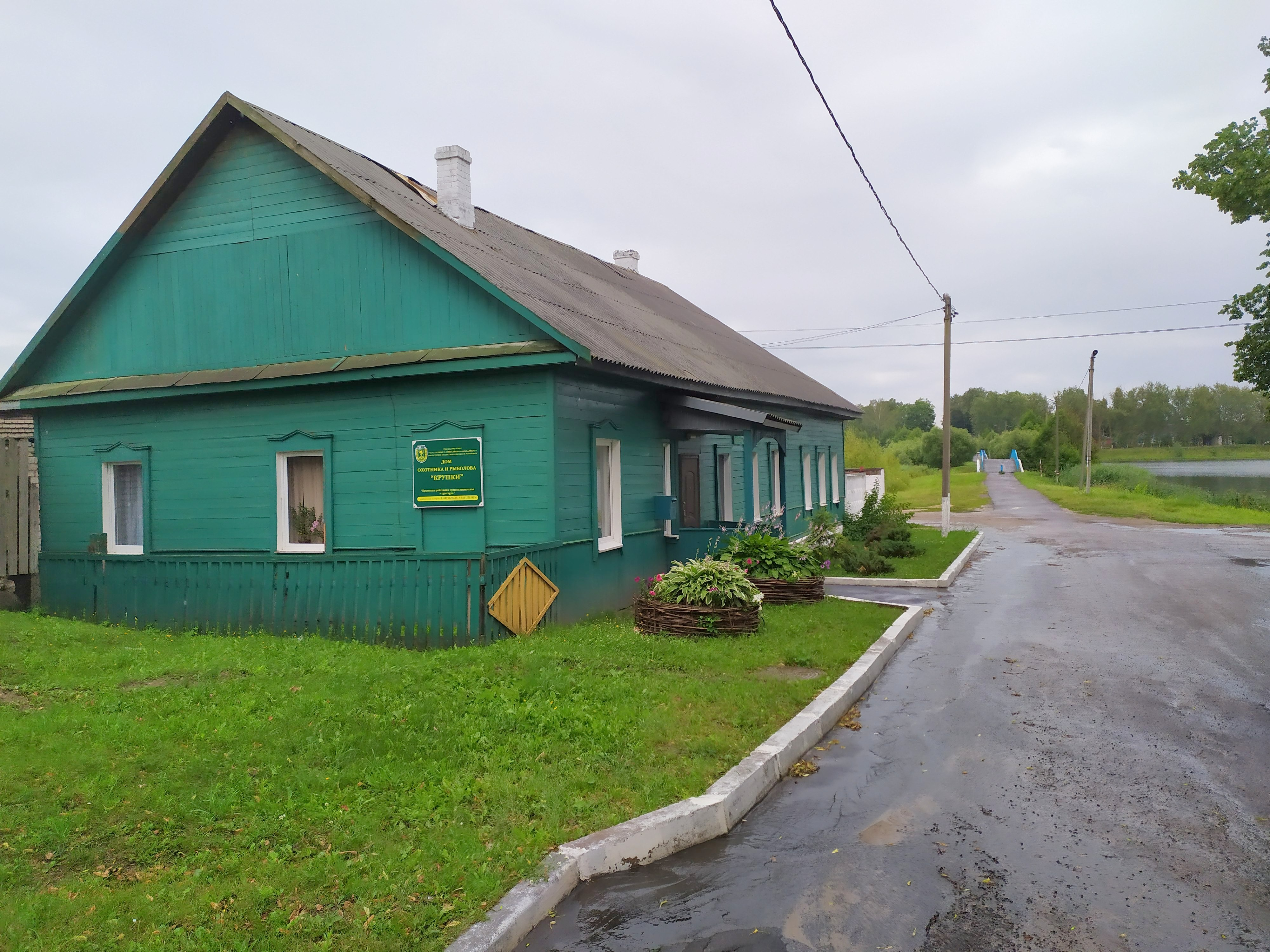
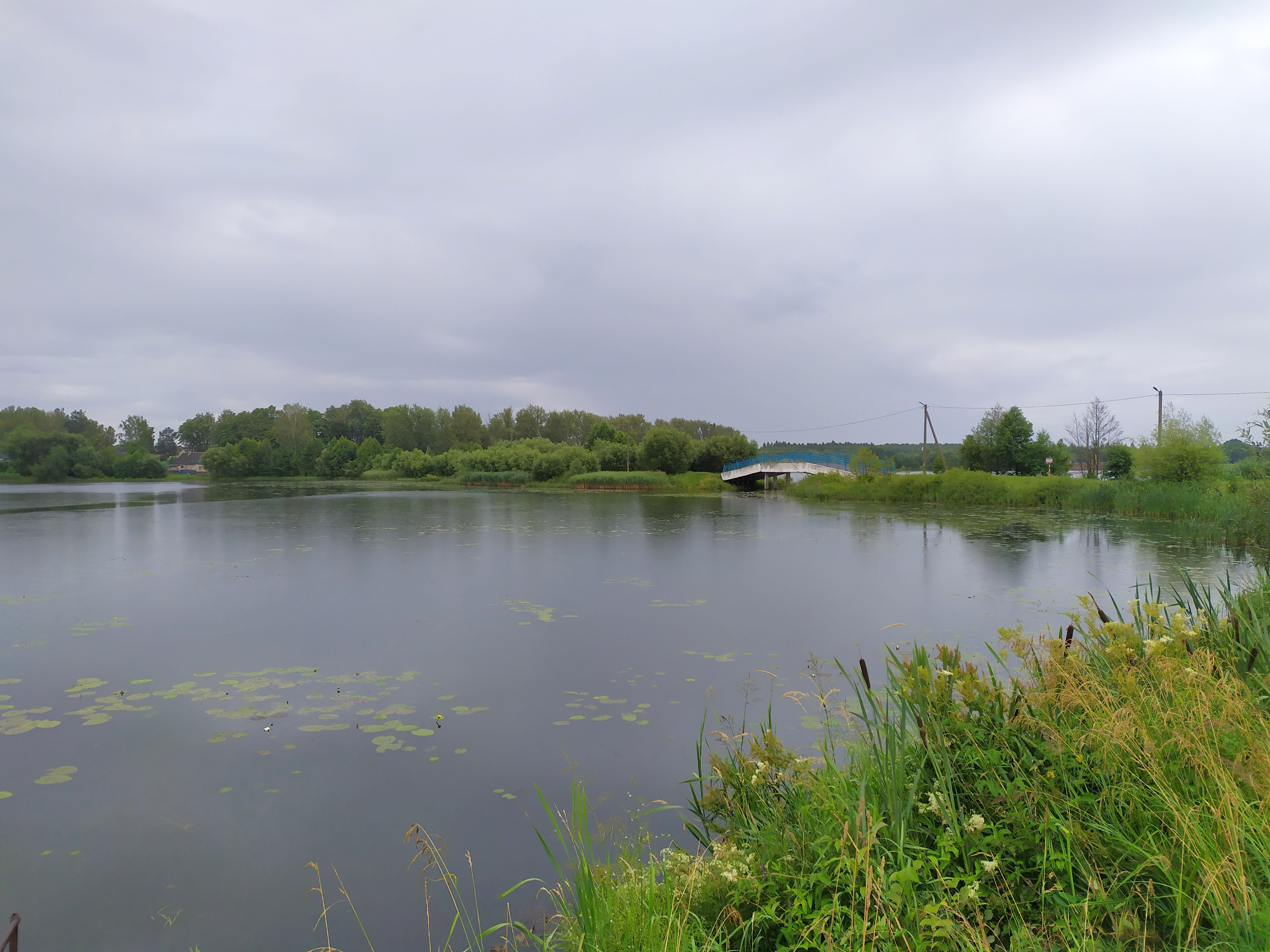
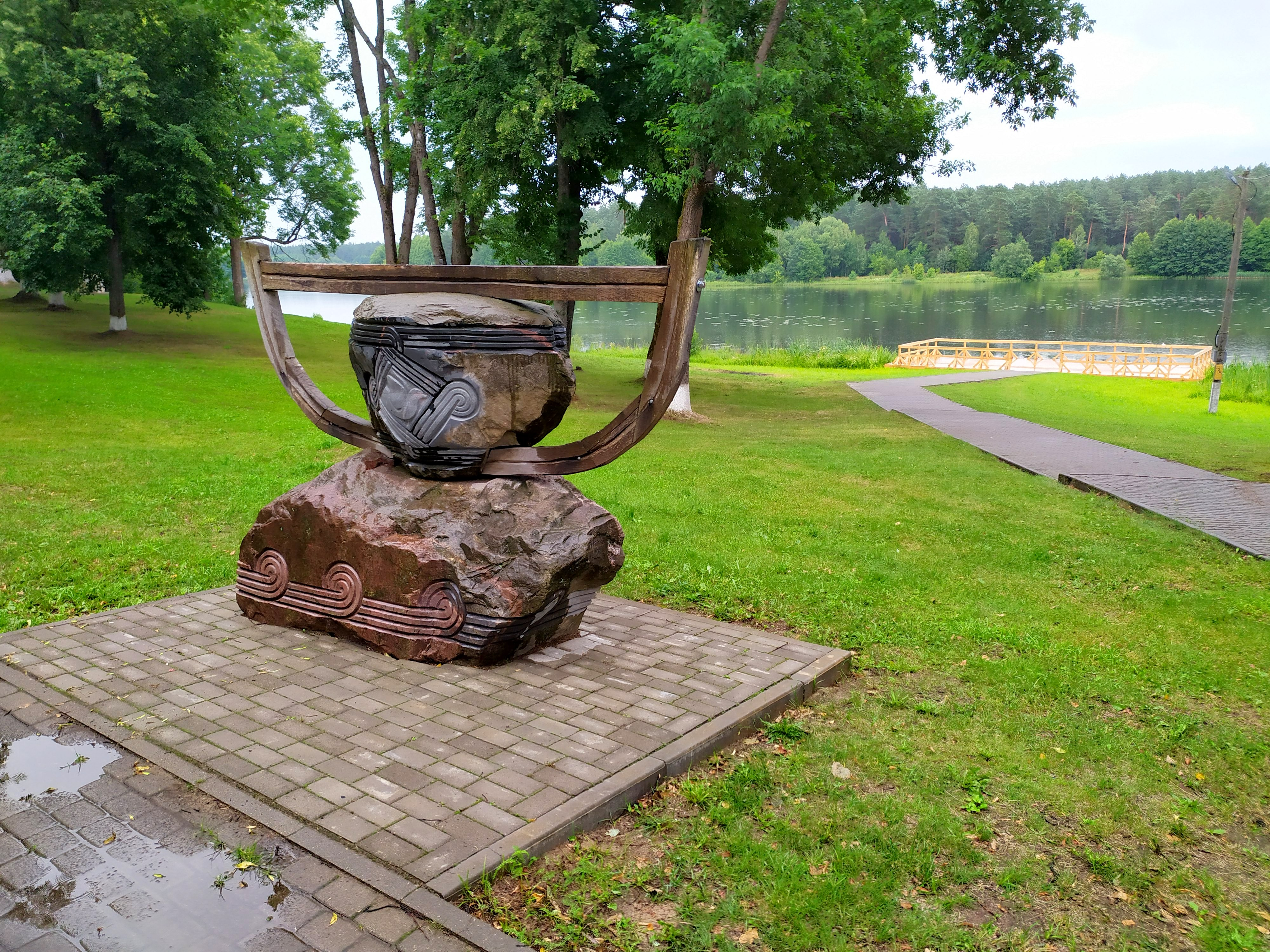
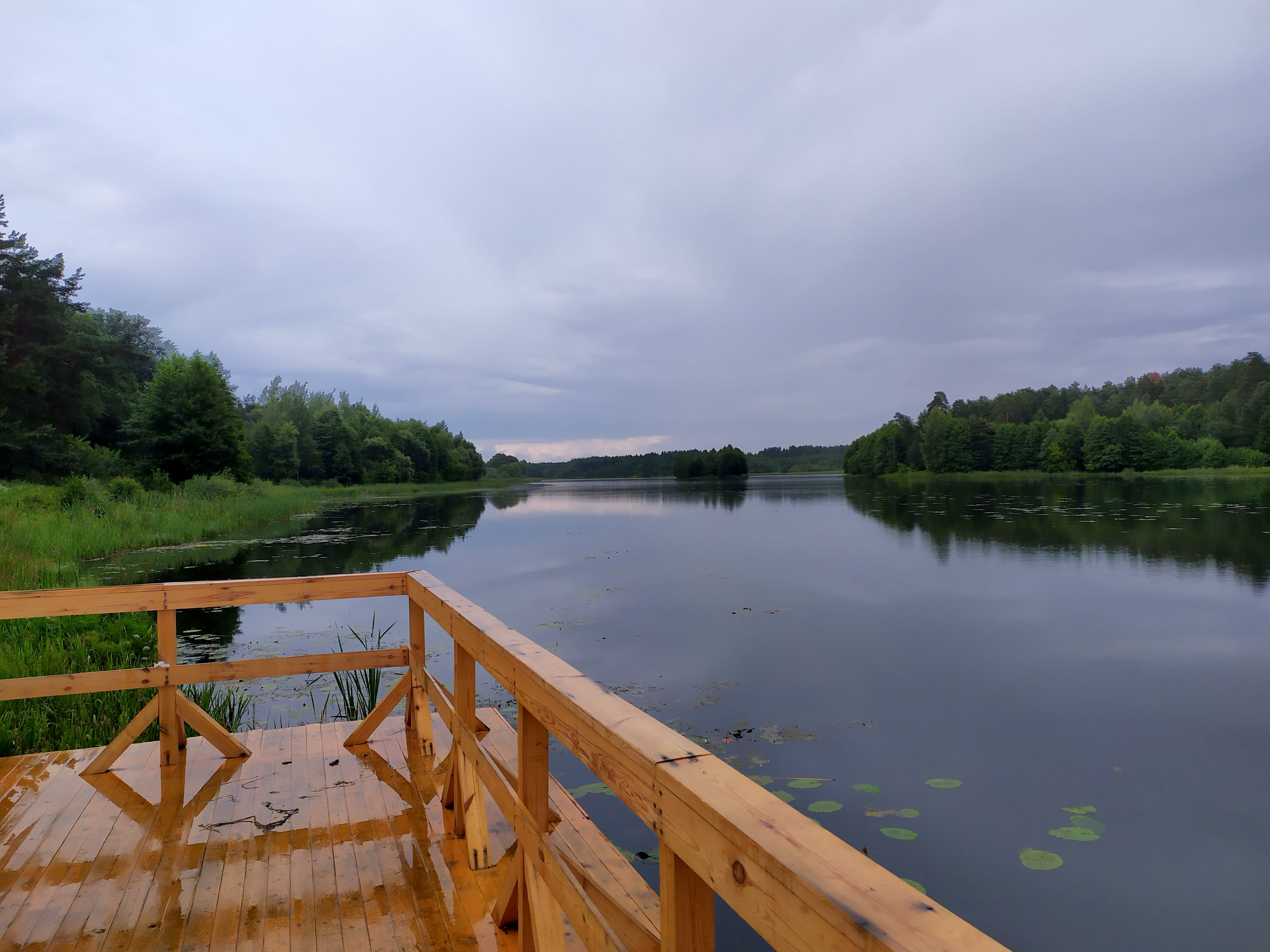
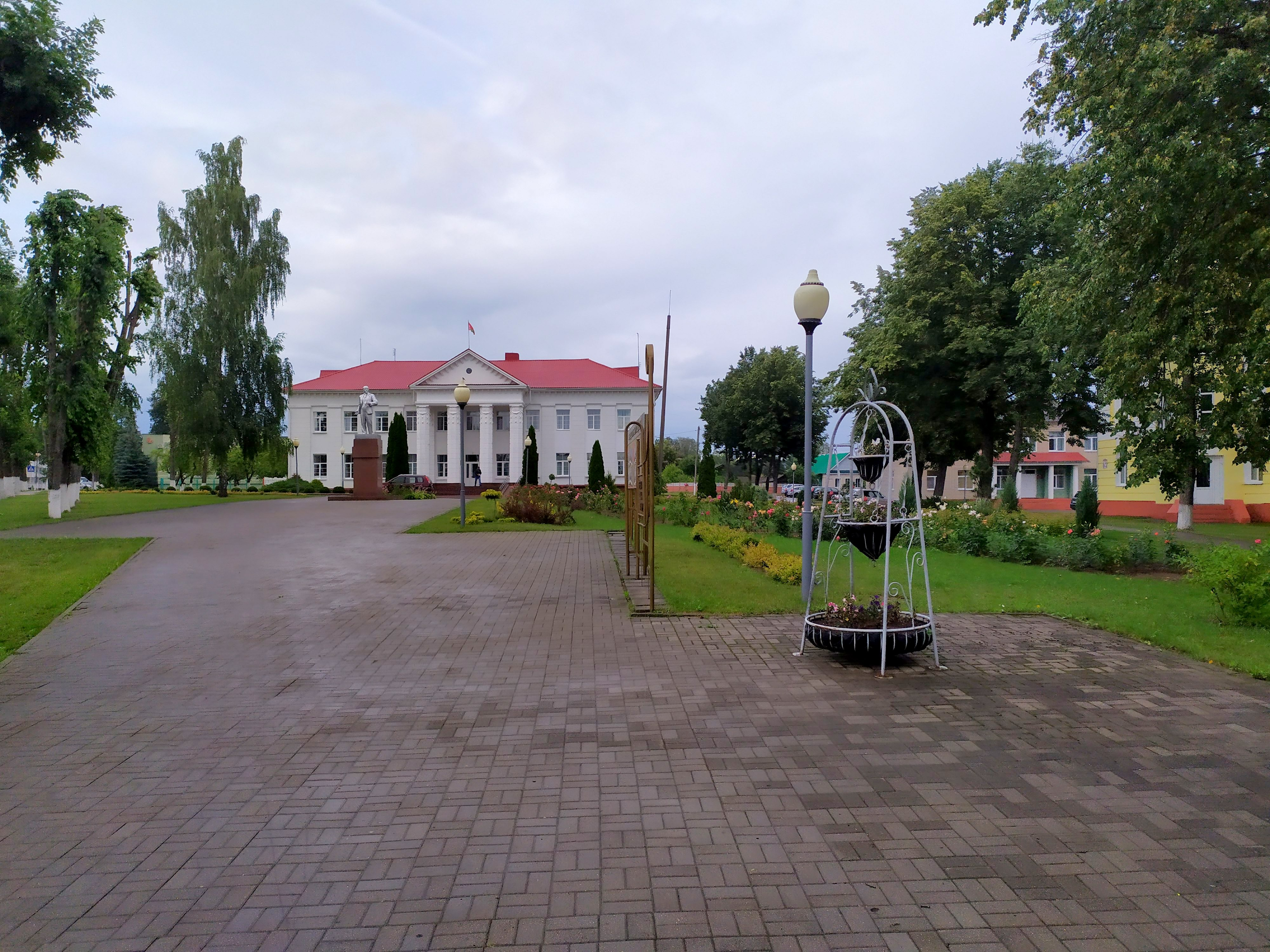
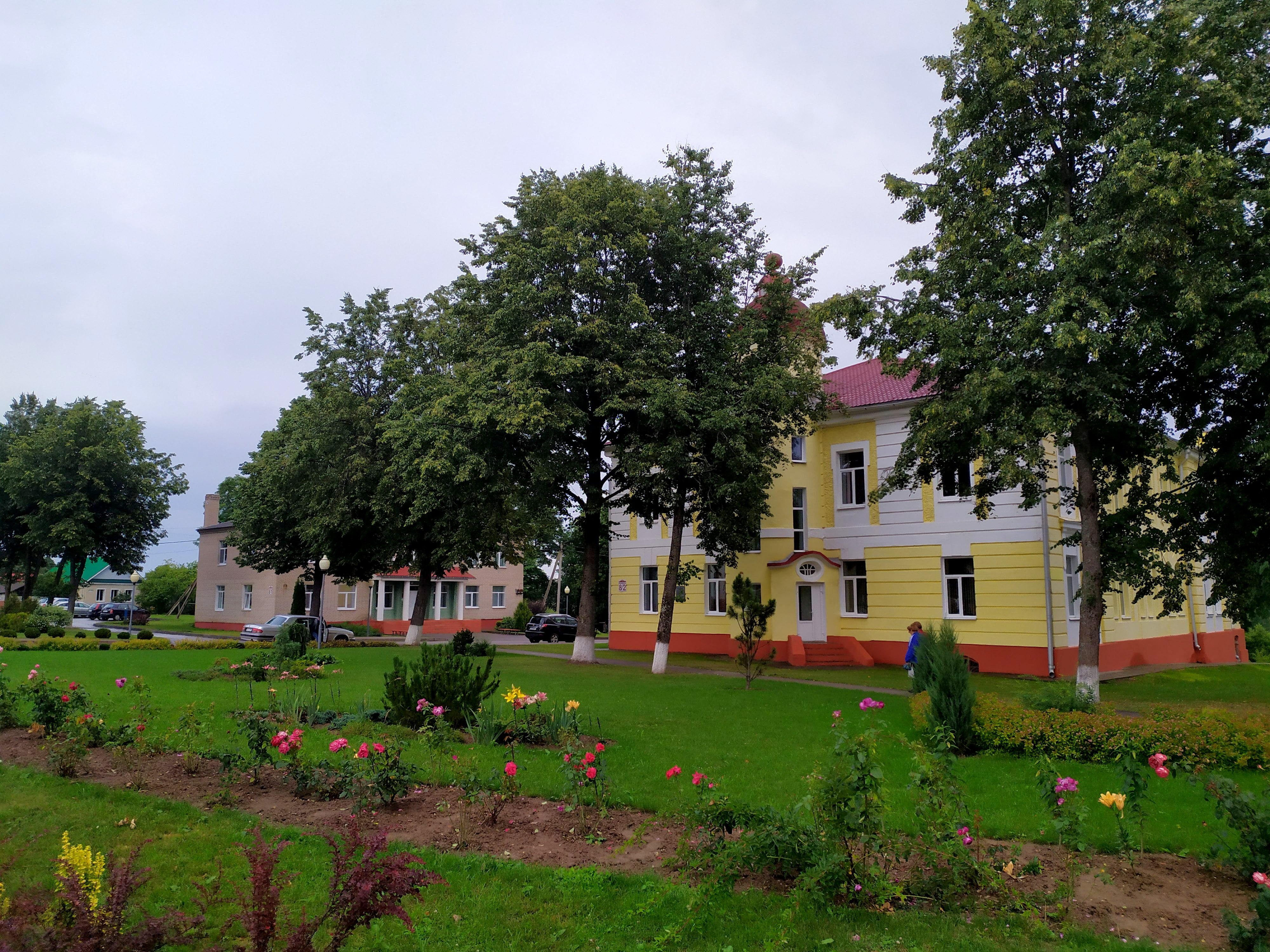
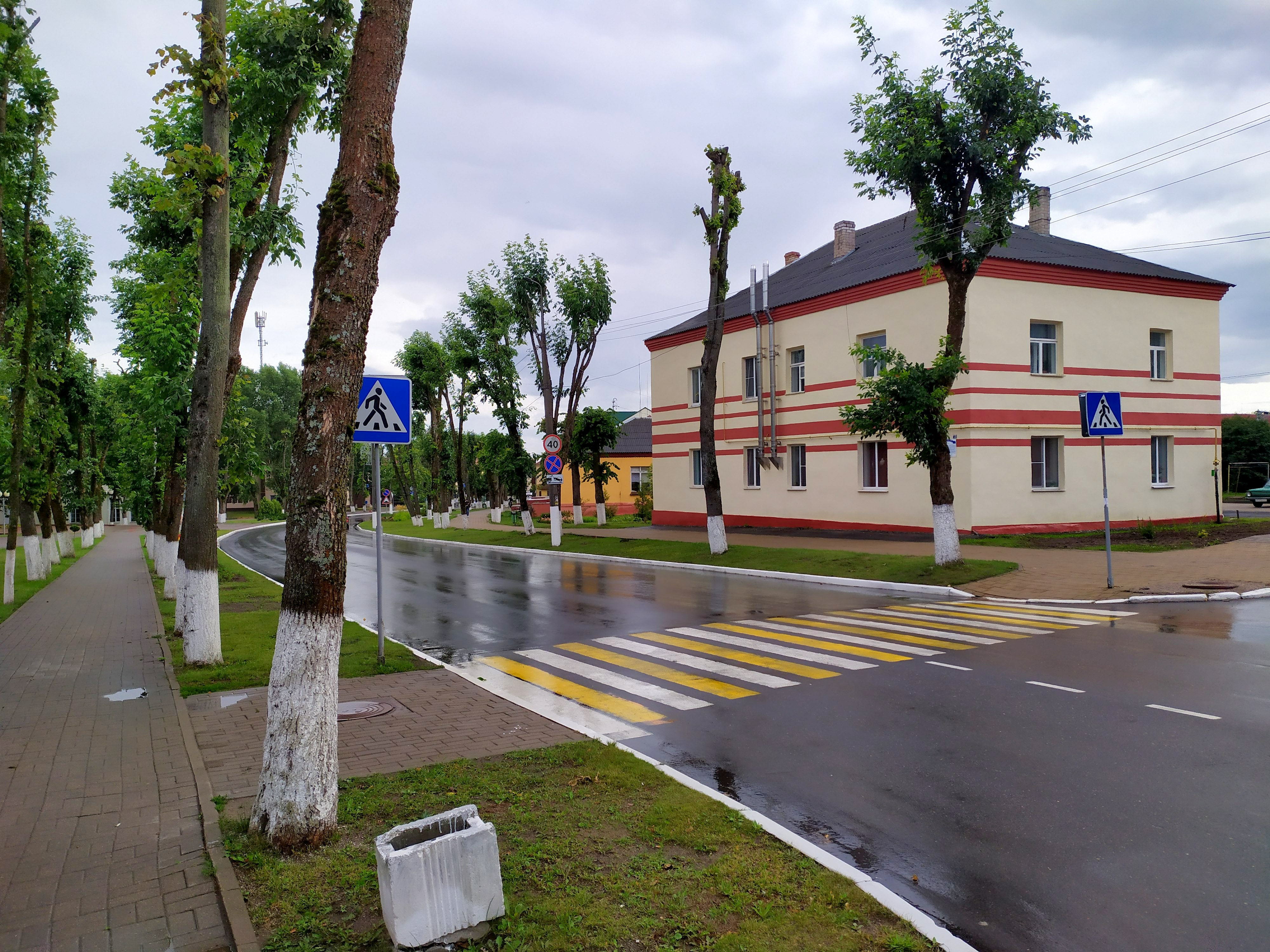
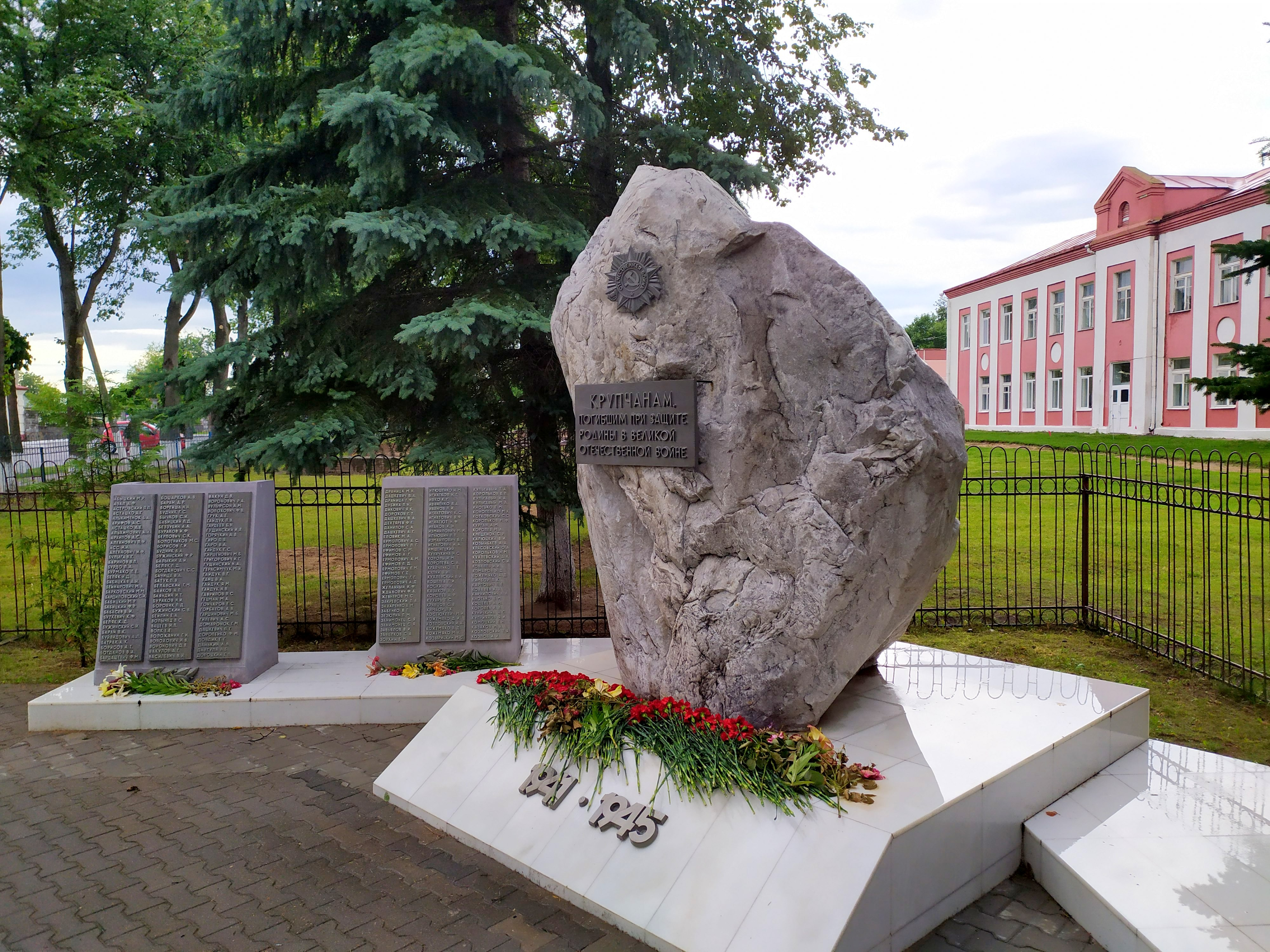
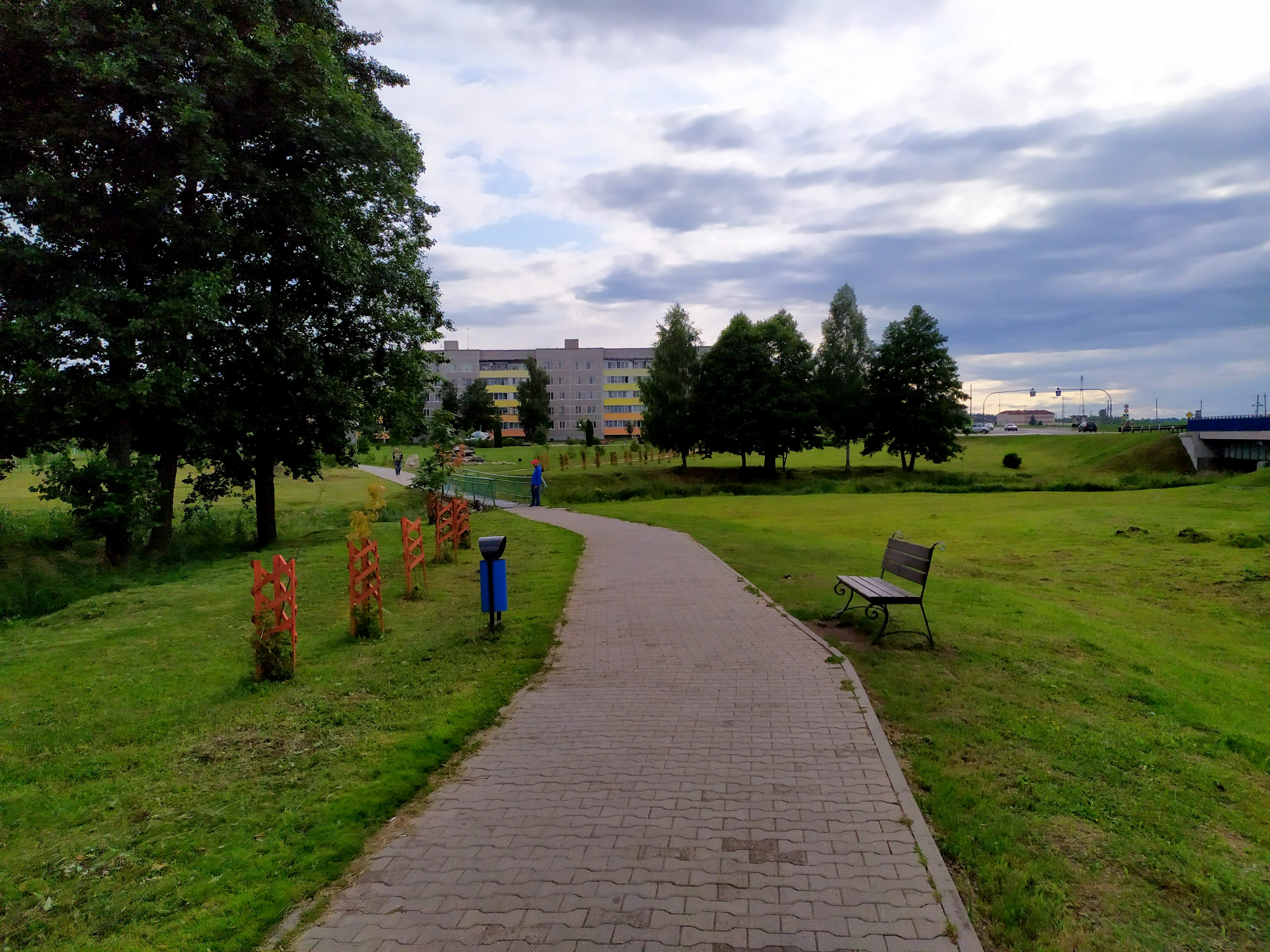
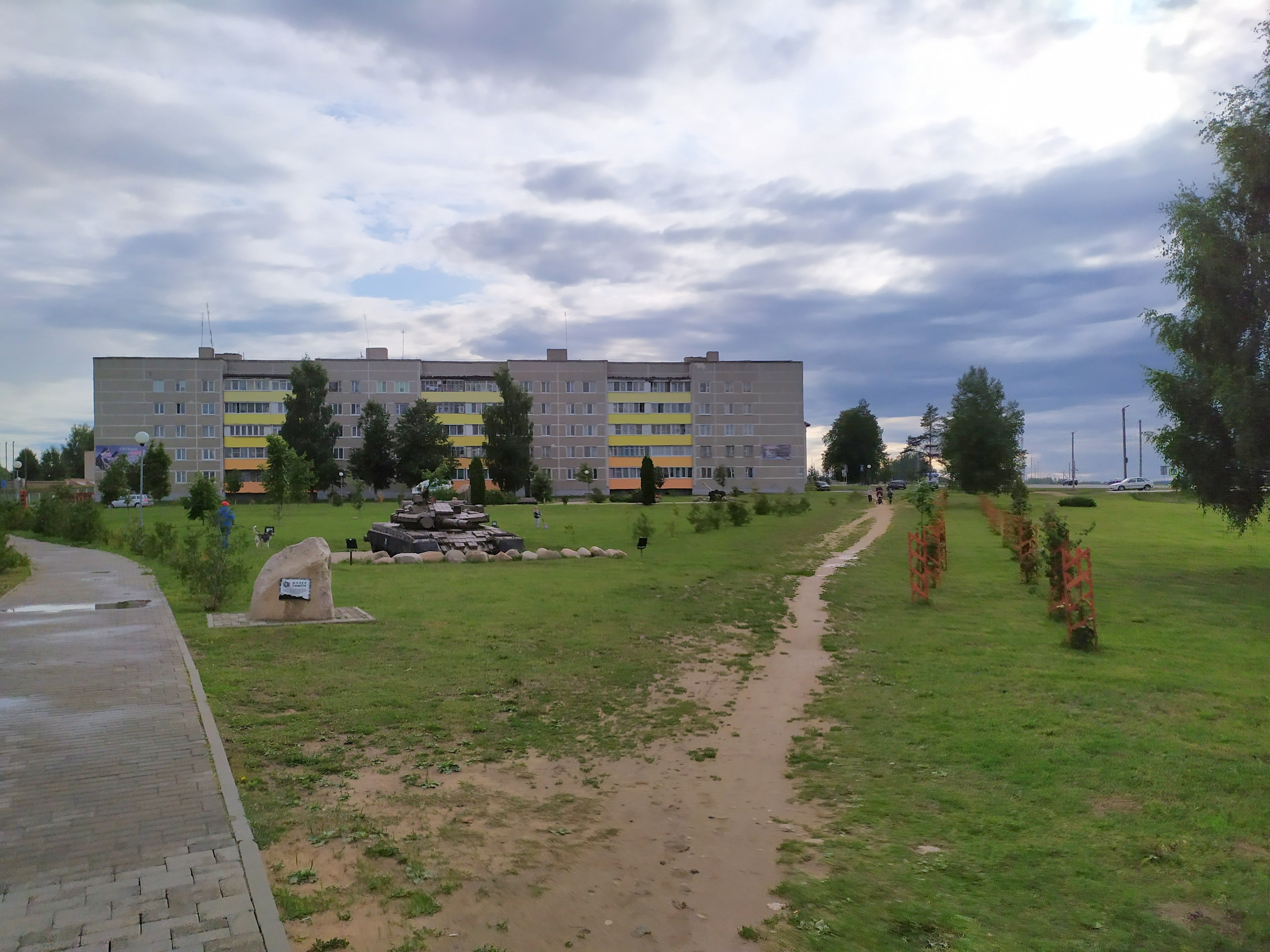
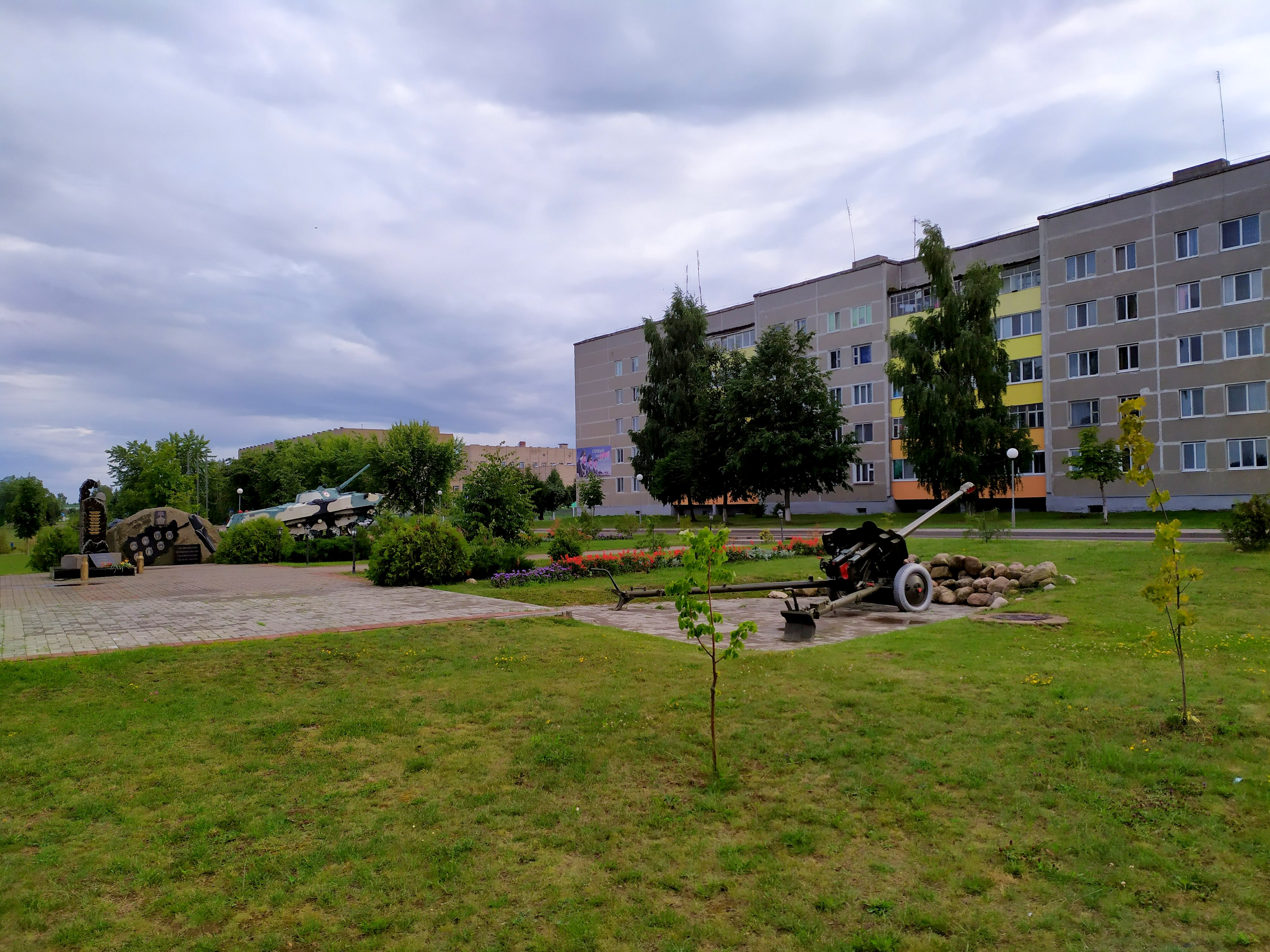
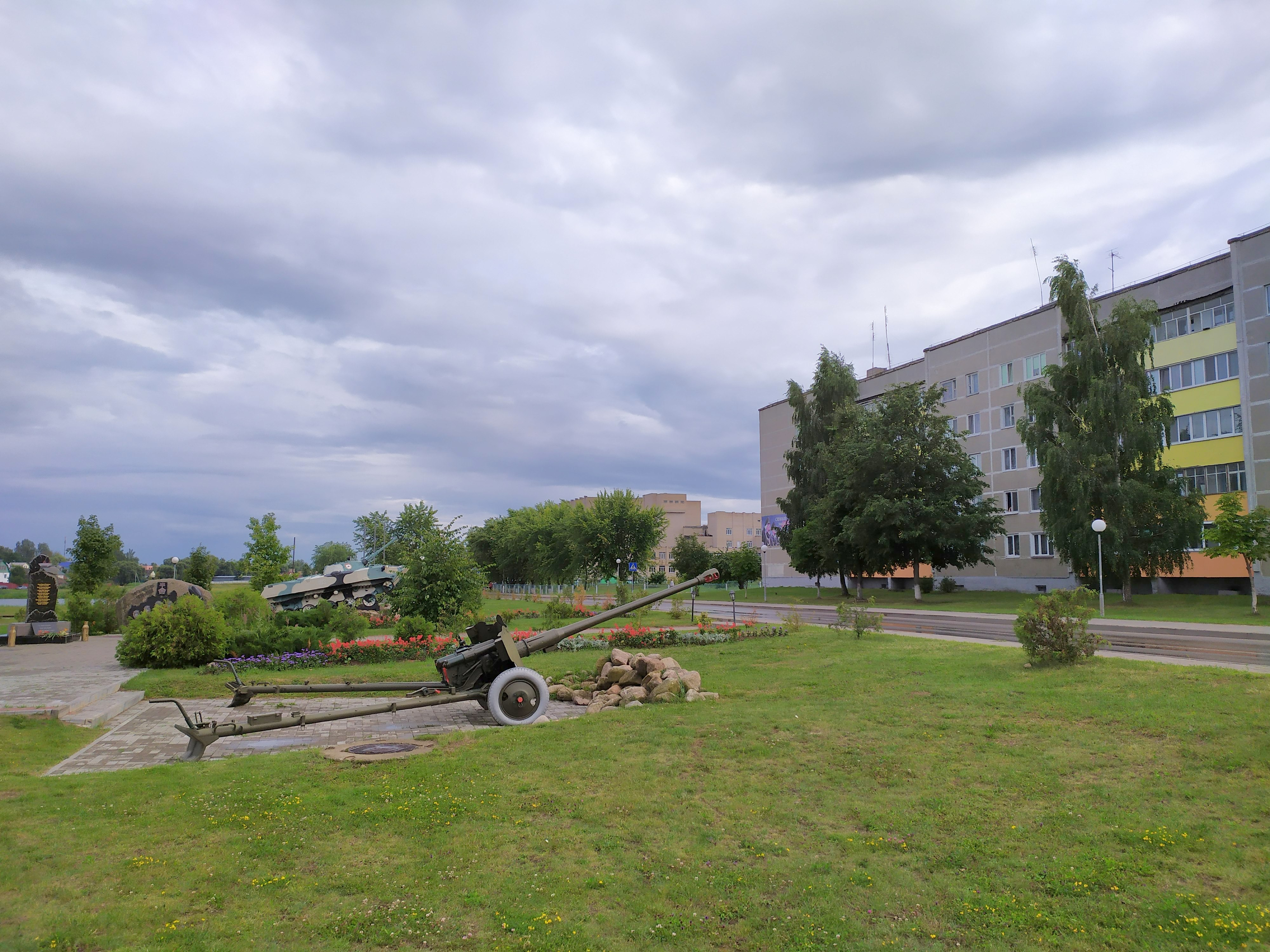

## СМИ
Издаётся районная газета «Крупскі веснік», первый номер которой вышел 30 сентября 1931 года. 